# 福樂村
23°31′24.6″N 120°26′50.7″E / 23.523500°N 120.447417°E
福樂村（國際音標：[hɔk̚˦ lɔk̚˧˨ t͡sʰu̯an˦˦]）位於臺灣嘉義縣民雄鄉南部，北鄰雙福村，西鄰興南村，南鄰嘉義市東區，東接北斗村。面積約1.8403平方公里，人口計有7,873人，是民雄鄉人口最多的村，也是嘉義縣人口最多的村里。
福樂村原為雙福村的一部分，屬埤角地段，1982年民雄工業區成立以後而使內移人口遽增，1994年與雙福村分村並正式命名「福樂村」。全境大部分位於民雄暨頭橋工業區範圍內，居民也多為因工作移入的人口。
相傳楊姓是最早開拓埤角的先民，後來姜姓、陳姓陸續遷來。1973年頭橋工業區推出後，縣府隨即著手規劃民雄工業區。1978年5月開發，於1982年3月完成，總面積244公頃，公共設施48.6公頃，可供建廠用地173.4公頃。1981年8月成立管理中心，舉凡工業區內土地、建築物、環境衛生、水權等之管理，大路、水溝、路燈、景觀等之維護，協助籌組醫療診所、消防防護、守望相助、職業訓練、休閒活動、求才求職、排解勞資爭議，或污水處理、水質分析化驗、進水廠水質管制等皆為其服務範圍。

## 歷屆村長
| 任次 | 姓名   | 備註 |
| ---- | ------ | ---- |
| 1    | 何孟璋 |      |
| 2    | 簡元煌 |      |
| 3    | 何孟璋 |      |
| 4    | 簡元煌 |      |
| 5    | 何孟璋 |      |
| 6    | 何孟璋 |      |
| 7    | 簡元煌 | 現任 |

## 地理
本區域最早開發的地區是「埤角」聚落，然屬於灌溉較不易的的區域，據當地文史調查直至1950年代，仍未達百戶居民。然1973年頭橋工業區完成後，新建公寓大廈集合住宅，形成近期的聚落景觀。
聚落西向比鄰台一線省道，東西向為166縣道貫穿。聚落南方為工業區。

## 教育
- 本區域原為秀林國小學區，因1999年九二一大地震摧毀校舍，2002年重建秀林國小福樂分校，2003年改名嘉義縣民雄鄉福樂國民小學[4]至今。

本聚落無設立國中，學區為民雄國民中學。

## 文化資源
- 台灣基督長老教會頭橋教會[5]：為台灣基督長老教會嘉義中會下的教會，設立於1980年。
- 福樂村池王府

## 景點
嘉義酒廠：1999年遷建於民雄工業區。嘉義酒廠原位於嘉義市，1916年(大正5年)設立，原廠房為木構造建築，1945年台灣光復後，由台灣省專賣局管理及修復，於新酒廠落成後停止營運，並於2003年公告為歷史建築。